# Mónica Rossi
Mónica Rossi (Huacho, Huaura, Perú) es una actriz, narradora de cuentos infantiles y presentadora de televisión peruana. Inició su carrera estudiando actuación el Club de Teatro de Lima.

## Filmografía

### Televisión
- Soledad (2001) como Ana López.
- Qué buena raza (2002) como Silveria Mandujano / Silvana Monetti.
- Demasiada belleza (2003) como Lucy Ferzoza.
- Eva del Edén (2004) como Leocadia.
- Los del Solar (2005) como Lucy Ferzoza (Única aparición).
- Ferrando, de pura sangre (2006) como Matilde.
- Graffiti (2008) como Brunella.
- Magnolia Merino (2008) como Gianella Bardales.
- La Perricholi (2011) como Doña Ana.
- ¡Qué familias! (2012) como presentadora.
- Derecho de familia (2013) como Gabiela.
- Avenida Perú (2013) como Rebeca Del Busto Alzalde.
- Somos family (2015)
- Papá en apuros (2023) como Vicky Pacheco.

### Películas
- Días de Santiago (2004)
- Sola y sin compromiso (2004, corto)
- Fóvea (2006, corto)
- Mariposa negra (2006)
- Condominio (2007)
- Vidas Paralelas (2008)
- Contracorriente (2010) como Ana.
- Viaje a Tombuctú (2012) como Carmen.

## Teatro
- Tinieblas (2001)
- El mercader de Venecia (2005)
- Extremos (2007)
- Cacúmenes (2008)
- Volpone  (2009) como Celia.
- Metamorfosis (2014) como la señora Samsa.